# Proevippa dregei
Proevippa dregei là một loài nhện trong họ Lycosidae.
Loài này thuộc chi Proevippa. Proevippa dregei được William Frederick Purcell miêu tả năm 1903.